# Мікроспоридії
Мікроспоридії (Microspora, Microsporidia) — відділ паразитичних спороутворюючих одноклітинних мікроорганізмів. Наразі описано більш за 1300 видів і близько 170 родів. Раніше розглядались як найпростіші, але згідно із сучасною систематикою відносяться до грибів. Облігатні внутрішньоклітинні паразити тварин, заражають переважно комах, але багато мікроспоридій спричинюють захворювання у риб і ракоподібних. У більшості випадків є специфічність, тобто заражається певний вид, або певна таксономічна група тварин. Деякі види здатні заражати людину, спричинюючи мікроспоридіоз. Загалом, близько 10% видів заражають хребетних, включно з людьми.
Зараження деякими видами призводить до смерті, тому використовуються при біологічному контролі чисельності шкідників. Результатом зараження комах мікроспоридіями може бути паразитарна кастрація, гігантизм, зміна статі. Здебільшого мікроспоридії повністю заповнюють клітини хазяїна і контролюють їх метаболізм і репродукцію, формуючи ксеномии.
Реплікація відбувається всередині клітини хазяїна, зараженою одноклітинними спорами. Спори мають розміри 1-40 μм, таким чином мікроспоридії є одними з найменших еукаріотичних організмів. Мікроспоридії, що заражають ссавців мають розміри 1,0-4,0 μм. У них також найменший серед еукаріотів геном.

## Морфологія

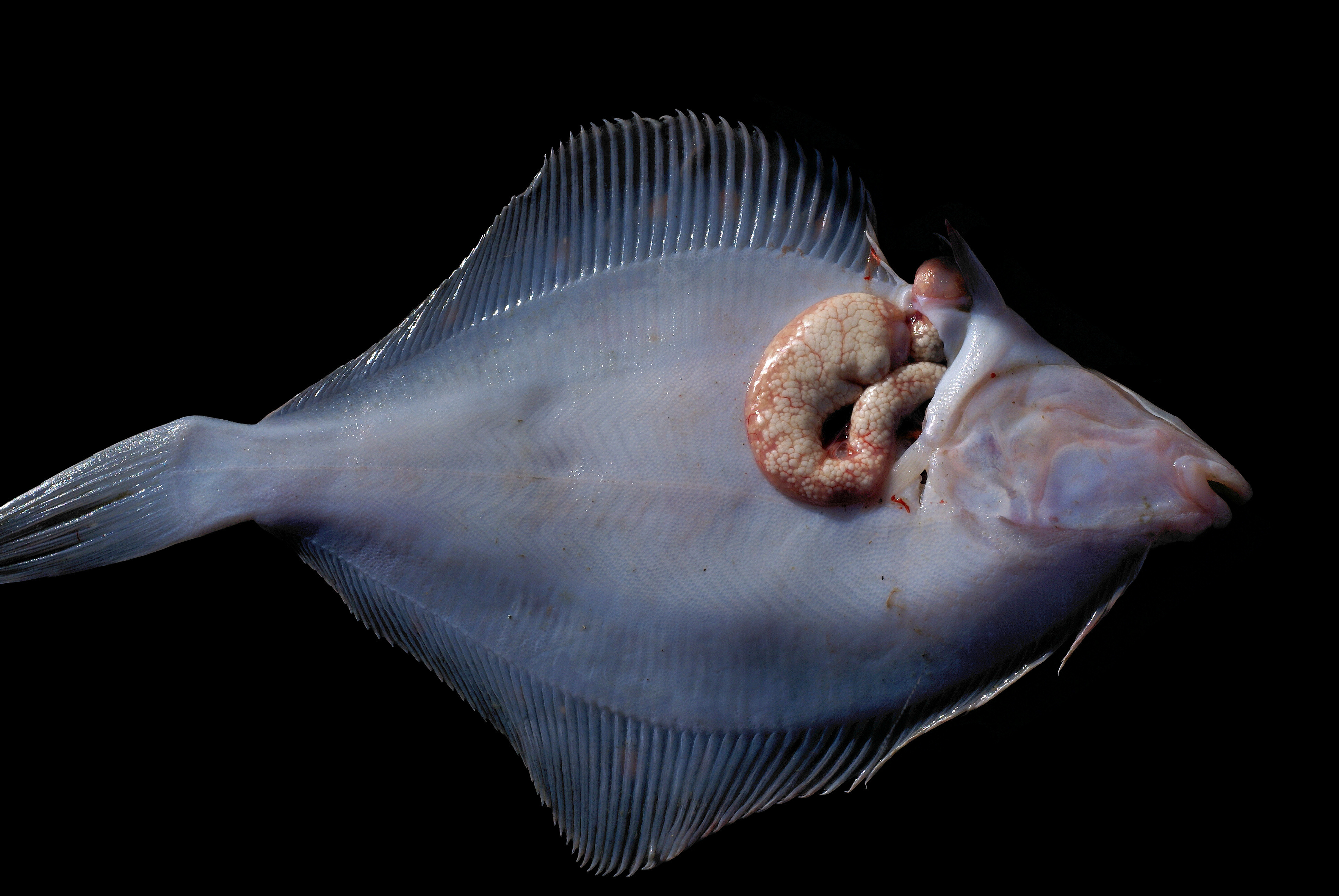
Ксеноми у глосі, утворені Glugea stephani

У мікроспоридій відсутні мітохондрії але наявні мітосоми. Також відсутні структури, необхідні для руху, джгутики. Високовитривалі спори мікроспоридій здатні виживати зовні організму хазяїна протягом кількох років. Елементи морфології спор є таксономічною ознакою. Спори більшості видів є овальними або грушоподібними, але також існують паличкоподібні та сферичні. Окремі роди мають спори унікальної форми.
Спори мають захисну оболонку, що складається із трьох шарів:
- Зовнішній електронно-плотний екзоспор
- Середній, широкий і на перший погляд безструктурний ендоспор, що містить хітин
- Внутрішня плазматична мембрана

У більшості випадків існує два тісно пов'язаних ядра, що утворюють діплокаріон; іноді є тільки одне ядро. Передня половина спори містить гарпуноподібний апарат із довгими ниткоподібними полярними нитки, які звернуті у задній половині спори. Передня частина полярних ниток оточена поляропластом і мембранними ламелами. За полярними нитка розташована задня вакуоль.

## Господарське значення
Майже 150 років відзначаються значні збитки у господарстві через епізоотії нозематозів у тутового Bombyx mori і дубового Antheraea perny  шовкопрядів, а також у бджіл Apis mellifera. Крім того описані випадки масової загибелі інших безхребетних: комах-ентомофагів, опилювачів; ракоподібних — рака річкового (Astacus astacus) та крабів; молюсків — мідії їстівної (Mytilus edulus) в марикультурі. Широко поширені мікроспоридіози риб, відбувається пошкодження у них мускулатури (Pleistophora ), мезентерія і кишечника (Glugea), репродуктивних органів (Glugea, Coccospora) і центральну нервову систему (Spraguea lophii). Описані випадки масового зараження (до 70-100%) мікроспоридією Glugea takedai ікринок у горбуши (Oncorhynchus gorbuscha) і сими (O. masou), що призводять до різкого падіння плодовитості цих риб. Випадки захворювання мікроспоридіозами ссавц]в і птахів як правило закінчуються загибеллю. Особливу проблему являють собою мікроспоридіози людини. До недавнього часу були відомі лише поодинокі випадки захворювання людей, зазвичай у тих, хто працював на кролячих фермах (паразит кролів — Encephalitozoon cuniculi). На даний час відомо 13 видів паразитів, що спричинюють у людей, хворих на ВІЛ-інфекцію, захворювання очей — кератит і блефарит, хронічну діарею або генералізовану міопатію зі смертю.

## Класифікація
Протягом певного часу мікроспоридій вважали дуже примітивними еукаріотами, особливо через відсутність мітохондрій, і поміщали разом з іншими найпростішими, такими як Diplomonadida , Parabasalia і Archamoebae до примітивної групи Archezoa . Пізніші дослідження спростували ці положення. Станом на початок XXI століття, мікроспоридії вважаються дуже розвиненими і спеціалізованими організмами, які просто позбавилися непотрібних функцій, оскільки вони живляться за рахунок хазяїна. Загалом, спороутворюючі організми мають складну систему розмноження, як статевого так і безстатевого.
Наразі мікроспоридій відносять до грибів, або як сестринську групу грибів із загальним предком.
Поділяються на два класи із такою систематикою:
1. Клас: Dihaplophasea (інші мови)
  - Ряд: Meiodihaplophasida (інші мови)
    - Надродина Thelohanioidea (інші мови)
      - Родина Thelohaniidae (інші мови)
      - Родина Duboscqiidae (інші мови)
      - Родина Janacekiidae
      - Родина Pereziidae (інші мови)
      - Родина Striatosporidae (інші мови)
      - Родина Cylindrosporidae (інші мови)

    - Надродина Burenelloidea
      - Родина Burenellidae (інші мови)

    - Надродина Amblyosporoidae
      - Родина Amblyosporidae (інші мови)

  - Ряд Dissociodihaplophasida (інші мови)
    - Надродина Nosematoidea
      - Родина Nosematidae (інші мови)
      - Родина Ichthyosporidiidae
      - Родина Caudosporidae (інші мови)
      - Родина Pseudopleistophoridae (інші мови)
      - Родина Mrazekiidae (інші мови)

    - Надродина Culicosporoidea
      - Родина Culicosporidae
      - Родина Culicosporellidae
      - Родина Golbergiidae (інші мови)
      - Родина Spragueidae (інші мови)

    - Надродина Ovavesiculoidea
      - Родина Ovavesiculidae (інші мови)
      - Родина Tetramicridae (інші мови)
2. Клас Haplophasea (інші мови)
  - РядGlugeida (інші мови)

  - Родина Glugeidae
  - Родина Pleistophoridae (інші мови)
  - Родина Encephalitozoonidae (інші мови)
  - Родина Abelsporidae (інші мови)
  - Родина Tuzetiidae (інші мови)
  - Родина Microfilidae (інші мови)
  - Родина Unikaryonidae (інші мови)

  - Ряд Chyridiopsida (інші мови)

  - Родина Chytridiopsida
  - Родина Buxtehudiidae (інші мови)
  - Родина Enterocytozoonidae (інші мови)
  - Родина Burkeidae

Натомість Воссбрінк і Дебрюнер-Воссбрінк (Vossbrinck & Debrunner-Vossbrinck) запропоновали три класи мікроспоридій, на основі середовища їх існування: Aquasporidia, Marinosporidia і Terresporidia.